# Alfons Gorbach

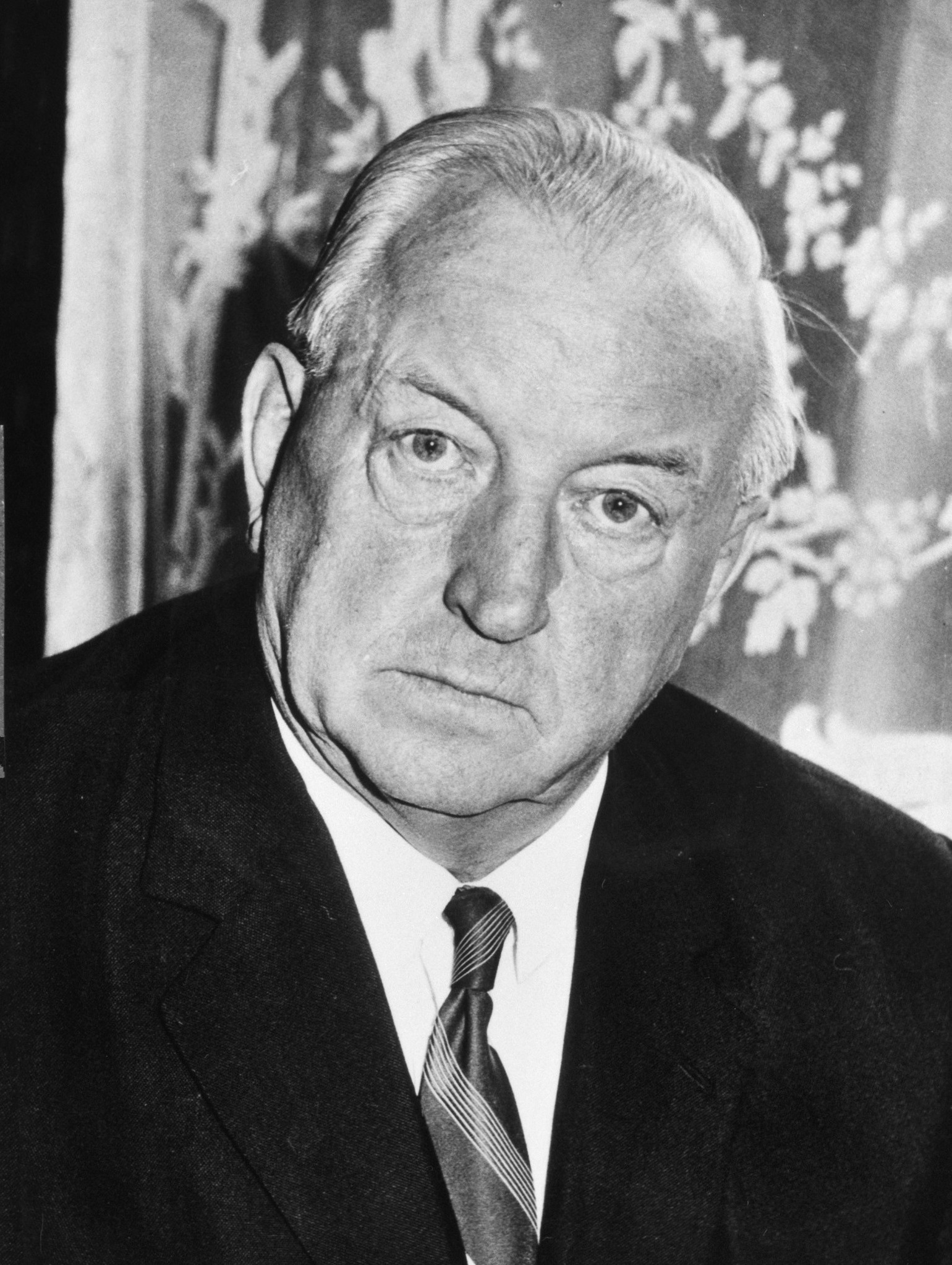
Alfons Gorbach (1965)

Alfons Gorbach (* 2. September 1898 in Karrösten, Bezirk Imst, Tirol; † 31. Juli 1972 in Graz, Steiermark) war ein österreichischer Politiker (ÖVP). Er amtierte von 1961 bis 1964 als österreichischer Bundeskanzler.

## Leben
Gorbach wuchs in Wörschach im steirischen Ennstal auf, wohin sein Vater, ein Eisenbahn-Beamter, der aus Fluh bei Bregenz in Vorarlberg stammte, im Jahr 1900 versetzt worden war. Er nahm als Einjährig-Freiwilliger im Kärntner Infanterieregiment Nr. 7 am Ersten Weltkrieg teil und verlor im Oktober 1917 in den Kämpfen bei Flitsch (Zwölfte Isonzoschlacht) ein Bein. Nachdem er als Leutnant der Reserve vom Militär ausgeschieden war, absolvierte er an der Universität Graz ein Studium der Rechtswissenschaft, welches er mit dem akademischen Grad Dr. jur. abschloss. Bereits in der ersten Republik war er politisch tätig: 1929 bis 1932 als Gemeinderat in Graz und von 1937 bis 1938 steirischer Landesrat. Von Oktober 1933 bis Februar 1938 war er Landesleiter der steirischen Vaterländischen Front. Nach dem „Anschluss“ 1938 kam Gorbach zuerst (mit dem sogenannten Prominententransport) ins KZ Dachau und 1944 in das KZ Flossenbürg, wo er bis Kriegsende inhaftiert blieb.
Im ersten Nationalrat 1945 wurde er dritter Nationalratspräsident, ein zweites Mal 1956 bis 1961. Als die meisten nationalsozialistisch Belasteten bei der Nationalratswahl 1949 wieder wählen durften, buhlten die beiden großen Parteien um deren Stimmen. Gorbach gewann den ehemaligen NS-Bauernführer Sepp Hainzl dafür, zur Wahl der ÖVP aufzurufen. Nachdem bei den Nationalratswahlen von 1959 die ÖVP ein mageres Ergebnis eingefahren hatte und die SPÖ nur mehr mit einem Mandat Unterschied zweitstärkste Partei geworden war, begann in der Partei eine Strategiediskussion. Man traute dem alternden Julius Raab nicht mehr zu, die Partei zum Erfolg zu führen; so wurde Gorbach auf dem achten außerordentlichen Parteitag zum Bundesparteiobmann gewählt. Raab blieb aber zunächst Bundeskanzler der Großen Koalition. Der steirische Landeshauptmann Josef Krainer hatte sich dabei durchgesetzt, den Steirer Gorbach als Obmann zu bestellen. Gleichzeitig reklamierte Krainer das Amt des Landesparteichefs, das Gorbach zuvor innegehabt hatte, für sich und konnte so in der Steiermark seine Macht weiter ausbauen.
1961 übernahm Gorbach von Raab auch das Amt des Bundeskanzlers und führte die ÖVP in den Wahlkampf zu den Nationalratswahlen von 1962. Bei diesen konnte die ÖVP leicht zulegen, eine absolute Mehrheit wurde jedoch wieder verfehlt. Gorbach blieb in einer weiteren Großen Koalition Bundeskanzler. Kurz darauf begann man in der ÖVP an seinem Sessel zu sägen. Am 20. September 1963 wurde Josef Klaus zum neuen Parteiobmann gewählt. Am 25. Februar 1964 demissionierte die Regierung Gorbach; Klaus handelte eine neue Große Koalition aus und wurde Bundeskanzler. Gorbach kehrte 1964 als Abgeordneter in den Nationalrat zurück und behielt sein Mandat bis 1970. In der ÖVP wurde er Ehrenobmann auf Lebenszeit. Im Jahr 1965 unterlag er Franz Jonas bei der Bundespräsidentenwahl.

## Mitgliedschaften
Alfons Gorbach war ab 1919 Mitglied der K.Ö.H.V. Carolina Graz und 1920 Gründungsmitglied der K.Ö.St.V. Babenberg Graz sowie später noch Mitglied der KÖHV Nordgau Wien, alle im ÖCV, und der K.Ö.St.V. Liechtenstein Judenburg im MKV sowie Ehrenmitglied der K.St.V. Waldmark Mürzzuschlag im MKV.

## Auszeichnungen, Ehrungen und Kritik
- 1936: Offizierskreuz des österreichischen Verdienstordens[9]
- 1954: Großes Goldenes Ehrenzeichen mit dem Stern für Verdienste um die Republik Österreich[10]
- 1960: Großes Goldenes Ehrenzeichen am Bande für Verdienste um die Republik Österreich[10]
- 1965 Ehrenobmann der ÖVP auf Lebenszeit
- 1971: Ehrenring des Landes Steiermark verliehen am 27. November durch Josef Krainer senior, der am Folgetag nach einer Fasanjagd starb.[11]
- 1972 (16. März): Ernennung zum Ehrenbürger der Stadt Graz[12]
- 1978/1980: spendenfinanziertes Bronzedenkmal – Kopf, 3 Stelen und Tafel … Bundeskanzler des Ausgleichs – in Graz. Ursprünglich auf der Grünfläche vor dem Haus Karmeliterplatz 5, für Platzumgestaltung um 1992 demontiert, von der Stadt Graz übernommen und 2009 vor dem Oberlandesgericht, Marburger Kai 49, auf der nördlichen Grünfläche des Gorbachplatzes aufgestellt.[13]
- 1982: Benennung des Gorbachplatzes, Graz – Straßenaufweitung mit Park am Südende des Marburger Kais
- 1982: Benennung Dr.-Alfons-Gorbach-Hof in Kapfenberg, Deuchendorf
- 1983: Benennung der Gorbachgasse in Oberradlberg, St. Pölten[14]
- 2017: Die Benennung des Gorbachplatzes in Graz wurde von der ExpertInnenkommission der Stadt Graz als Straßennamen mit Diskussionsbedarf eingestuft. Als Begründung wurde Gorbachs Tätigkeit als Landesführer der Vaterländischen Front angegeben.[15]